# Саваркар, Винаяк Дамодар
Винаяк Дамодар Саваркар (маратхи विनायक दामोदर सावरकर, IAST: Vināyak Dāmodar Sāvarkar; 28 мая 1883 — 26 февраля 1966) — индийский политик, революционер, борец за независимость Индии, философ

, поэт, прозаик и драматург. Считается автором индуистской националистической идеологии хиндутвы. Саваркар выступил инициатором индуистского реформаторского движения, выступавшего за отмену кастовой системы и обращение назад в индуизм индусов, перешедших в ислам и христианство.
Был одним из восьми подсудимых, проходивших в деле об убийстве Махатмы Ганди, и единственный из них, кто был полностью оправдан.